# ويليام ارين بالدوين
ويليام ارين بالدوين هو طبيب ومحامي وقاضي ومهندس معماري وشخصية أعمال وسياسي كندي، ولد في 25 أبريل 1775 في مقاطعة كورك في جمهورية أيرلندا، وتوفي في 8 يناير 1844 في تورونتو في كندا.